# Södra Svartningstjärnet
Södra Svartningstjärnet är en sjö i Eda kommun i Värmland och ingår i Göta älvs huvudavrinningsområde. Sjöns area är 0,024 kvadratkilometer och den befinner sig 241 meter över havet.